# Elisabeth Lemke
Elisabeth Lemke (Rombitten, Prusia, 5 de junio de 1849 - Zoppot, Prusia Occidental, 11 de agosto de 1925) fue una folclorista y prehistoriadora alemana.

## Biografía
Elisabeth Lemke nació el 5 de junio de 1849 en la aldea de Rombitten (actual Rabity, Polonia), entonces parte de la Prusia dentro de la Confederación Germánica durante el breve Deutsches Reich. Fue hija del propietario de la mansión y consejero de paisajismo Richard Lemke. Fue educada por institutrices. Se interesó por las costumbres y tradiciones de su tierra natal de Prusia Oriental a una edad temprana. Adquirió conocimientos más allá de su educación escolar de manera autodidacta. En 1886 se trasladó a Berlín, donde atrajo la atención con más de 200 conferencias públicas sobre folclore y temas prehistóricos, la mayoría de las cuales se publicaron más tarde en la revista Zeitschrift für Volkskunde. Beiträge zur Kulturforschungde (en alemán: Revista de Folklore. Aportes a la investigación cultural).
La independencia financiera de Lemke le permitió viajar a lugares lejanos como el Imperio ruso, América y el norte de África. Los objetos tomados en sus viajes fueron llevados a los museos de Berlín, Danzig, Königsberg y Núremberg. Su obra principal, Volkstümliches in Ostpreußen (en alemán: Folclore en Prusia Oriental, Tres volúmenes, 1884-1899), contiene su extensa colección de material sobre la etnografía de su tierra natal. En 1899, el Märkisches Provinzialmuseum de Berlín le otorgó su medalla de oro, convirtiéndose en la primera mujer en recibirla.
Después de la Primera Guerra Mundial, Lemke se estableció en el distrito Oliwa cercano a Danzig. Permaneció soltera y murió el 11 de agosto de 1925 en una residencia de ancianos de Zoppot, entonces parte de Prusia Occidental.

## Obras
Volkstümliches in Ostpreußen. Tres volúmenes. Mohrungen/Allenstein (1884-1899)